# Granada Club de Fútbol (femminile)
Il Granada Club de Fútbol, spesso abbreviato Granada CF ma meglio noto semplicemente come Granada, è la squadra femminile dell'omonimo club. Milita nella Primera División, la massima serie del campionato spagnolo di calcio femminile.

## Storia
Fondato nel 2003, le attività agonistiche del Granada prendono ufficialmente il via nella stagione 2004-2005, con l'iscrizione alla Primera Federación Femenina. Milita in questa serie fino alla stagione 2012-2013, in cui vince il campionato, ottenendo quindi la promozione alla Primera División Femenina de España 2013-2014. Alla sua prima stagione nella massima serie spagnola, però, la squadra si classifica penultima, venendo nuovamente retrocessa in seconda serie. Dalla stagione 2014-2015 il club milita in seconda divisione fino alla 2021-2022, quando ottiene la promozione in Liga F, vincendo i playoff del campionato, disputando la finale andata e ritorno contro il Deportivo La Coruña. Dalla stagione 2023-2024 milita in Liga F.

## Colori e simboli

### Colori
I colori del Granada CF sono gli stessi della squadra maschile dell'omonimo club, fondato nel 1931. La divisa casalinga, a strisce orizzontali bianche e rosse, è anch'essa identica a quella della squadra maschile, che a sua volta ha preso spunto da quella dell'Atlético Madrid. La divisa a bande orizzontali è stata definitivamente adottata a partire dalla stagione 2004-2005, sia per la squadra maschile che per quella femminile.

### Stemma
Lo stemma è lo stesso utilizzato dalla squadra maschile, ed è composto da uno scudo di colori rosso e bianco che contiene la scritta GCF, rappresentante il nome ufficiale del club.. È sormontato da un pallone da calcio, e sulla punta inferiore si trova un frutto di melograno stilizzato, simbolo della città di Granada, sede del club. Il simbolo del frutto di melograno è anche riportato sullo stemma cittadino e su quello della monarchia spagnola, a sua volta presente sulla bandiera nazionale.

## Società

### Organigramma societario
- Sophia Yang - Presidente
- Alfredo García Amado - Direttore generale
- Matteo Tognozzi - Direttore sportivo
- Ana Belizón - Amministratore delegato

## Palmarès

### Competizioni nazionali
- Campionato spagnolo di seconda divisione: 1

2012-2013

### Altre competizioni
- Primera Federación Femenina - playoff: 1

2022-2023: promozione in Liga F.

## Statistiche e record

### Partecipazione ai campionati
| Livello | Categoria                   | Partecipazioni | Debutto   | Ultima stagione | Totale |
| ------- | --------------------------- | -------------- | --------- | --------------- | ------ |
| 1º      | Liga F                      | 2              | 2013-2014 | 2023-2024       | 2      |
| 2º      | Primera Federación Femenina | 18             | 2004-2005 | 2022-2023       | 18     |

### Partecipazione alle coppe
| Competizione       | Partecipazioni | Debutto   | Ultima stagione | Totale |
| ------------------ | -------------- | --------- | --------------- | ------ |
| Coppa della Regina | 3              | 2021-2022 | 2023-2024       | 3      |

## Organico

### Rosa 2024-2025
Rosa e numerazione aggiornate al 2 settembre 2024.
| N. |                   | Ruolo | Calciatore                  |
| -- | ----------------- | ----- | --------------------------- |
| 1  | Spagna (bandiera) | P     | Sandra Estévez Ogalla       |
| 3  | Spagna (bandiera) | D     | Marta Carrasco García       |
| 4  | Spagna (bandiera) | D     | Isabel Álvarez Tenorio      |
| 5  | Spagna (bandiera) | D     | Naroa                       |
| 6  | Spagna (bandiera) | C     | Ariadna Mingueza            |
| 7  | Spagna (bandiera) | A     | Laura Pérez Martín          |
| 8  | Spagna (bandiera) | C     | Amaia Iribarren Arteta      |
| 9  | Spagna (bandiera) | C     | Ornella María Vignola Cabot |
| 10 | Spagna (bandiera) | A     | Lauri                       |
| 11 | Spagna (bandiera) | C     | Andrea Gómez Oliver         |
| 12 | Spagna (bandiera) | D     | Alba Pérez Manrique         |
| 13 | Spagna (bandiera) | P     | Andrea Romero Burgos        |

| N. |                     | Ruolo | Calciatore                        |
| -- | ------------------- | ----- | --------------------------------- |
| 14 | Giappone (bandiera) | C     | Miku                              |
| 15 | Spagna (bandiera)   | A     | Lucía Ramos                       |
| 16 | Spagna (bandiera)   | A     | Paula Arana                       |
| 17 | Serbia (bandiera)   | A     | Biljana Bradić                    |
| 19 | Nigeria (bandiera)  | A     | Edna Imade                        |
| 20 | Brasile (bandiera)  | D     | Juliana Aparecida Paulino Cardozo |
| 21 | Spagna (bandiera)   | D     | Cristina Postigo Martín           |
| 22 | Spagna (bandiera)   | C     | Leles                             |
| 23 | Spagna (bandiera)   | D     | Clara Rodríguez García            |
| 24 | Spagna (bandiera)   | A     | Alexia Fernández Díaz             |
| 25 | Spagna (bandiera)   | P     | Laura Sánchez                     |

### Staff tecnico
Staff tecnico aggiornato al 2 settembre 2024.
Area tecnica
- Arturo Ruiz - Allenatore
- Adrián Martín - Viceallenatore
- Juan Carlos Fernández - Preparatore portieri
- Antonio Gómez - Preparatore atletico
- Omar Sánchez - Preparatore atletico

Football analysis area
- Ángel Martín - Match analyst

Area medica
- Carla Sigüenza de la Parte - Fisioterapista
- Raquel Infante Miñano - Fisioterapista